# Ардзене
Ардзене (итал. Arzene) — бывшая коммуна в Италии, в области Фриули-Венеция-Джулия, в провинции Порденоне. В 2015 году упразднена и вместе с коммуной Вальвазоне объединена в новую коммуну Вальвазоне-Ардзене как её фракция (населённый пункт).
Население составляет 1784 человека (2008 г.), плотность населения составляет 134 чел./км². Занимает площадь 12 км². Почтовый индекс — 33090. Телефонный код — 0434.
Покровителем коммуны почитается Архангел Михаил, празднование 29 сентября.

## Демография
Динамика населения:

## Администрация коммуны
- Официальный сайт: http://www.comune.arzene.pn.it/